# Rally México
El Rally México, también conocido como Rally de México y oficialmente Rally Guanajuato México, es una prueba de rally que se celebra anualmente en México, fecha del Campeonato Mundial de Rally de la FIA que entró en el calendario del campeonato en 2004 y es actualmente el único evento en Norteamérica en el campeonato. El itinerario del evento tiene su base en el estado de Guanajuato. Las etapas tienen lugar alrededor de las ciudades de León, Silao, Irapuato y Guanajuato. Las oficinas principales del evento se encuentran en León, Guanajuato.
En 2009, la prueba no fue parte del calendario mundial y la edición de 2012 confirmó la supremacía de Sébastien Loeb en la prueba, al ganarla por sexta ocasión consecutiva, y fue su última participación en la misma, ya que en la temporada 2013 no estuvo presente.

## Historia
El Rally América, hoy conocido como el Corona Rally México, fue creado en 1979 por los dos clubes de rally más grandes de México, el Club Automovilístico Francés de México y el Rally Automóvil Club (RAC), en un espíritu de cooperación sin precedentes. Su sede original fue el Estado de México y se llevó a cabo cada año hasta 1985.
Tras una ausencia de seis años, el evento renació en 1991 y tomó la ruta del Paso de Cortés, un camino espectacular entre dos de los volcanes más grandes de México. El año siguiente, 1992, vio la cancelación del rally, lo que llevó al CAF a buscar un concepto nuevo: un rally más corto con un alto porcentaje de tramos cronometrados. La edición 1993 se llevó a cabo en Valle de Bravo, bajo la dirección de Gilles Spitalier y se llevó el trofeo "Rally del Año", otorgado por la Comisión Nacional de Rally. 
El comité organizador tomó entonces la dirección del Rally de las 24 Horas, el evento más importante del CAF, por lo que el Rally América no se llevó a cabo sino hasta 1996, cuando inició el proyecto para hacer del rally un evento internacional. 
El CAF y AdSport, su nuevo socio y promotor, mudaron el evento a la frontera con Estados Unidos, a la ciudad de Ensenada, Baja California, durante dos años que vieron un incremento notable en la participación de equipos de otros países.
En 1998, los organizadores decidieron darle un nuevo nombre a su evento y mudarlo de nuevo, esta vez a León, Guanajuato. Con un plan de negocios a largo plazo y la mirada fija en el Campeonato Mundial de Rally FIA, el evento se llevó a cabo en 1999 y 2000, incrementando el nivel y el desempeño cada año. Para las ediciones 2001 a 2003, se solicitó la observación oficial de la FIA. 
El Corona Rally México 2003 - la edición 17º del rally - fue un año crucial, donde todo cayó en su lugar. Las nuevas instalaciones en el Poliforum de León, y la excelente ruta, una de las más compactas del mundo, ayudaron a poner al evento firmemente entre los contendientes para una fecha en el Campeonato Mundial: 45 tripulaciones, representando a 11 países, tomaron la salida en Guanajuato.

### Campeonato del Mundo
El Corona Rally México entró a formar parte del Campeonato Mundial de Rally FIA 2004, con 16 fechas ese año, como la tercera ronda del año. En 2005, una vez más como tercera ronda y como el primer rally de tierra del año, recibió a los equipos del Campeonato Mundial de Rally Junior, en su primera salida de Europa; 2006 marcó la inauguración del Tramo Super Especial y se conservó el itinerario de 2005. En 2004, el Comité Organizador ganó el premio "Inmarsat Star of the Rally", en su primera organización de una fecha del Campeonato Mundial.
Para la edición 2007, se rediseñó el trazado de la ruta, compactándola a 850 km totales. En 2008 el Comité Organizador ganó el premio de Abu Dhabi Star of the Rally Award. Este premio se otorgó por la excelente organización del evento.
En 2009 la prueba fue excluida del calendario mundialista pero se realizó de manera regular adicionando un formato llamado Rally de las Naciones, que consistió en otorgar puntos a los países representados en la prueba, además de la puntuación otorgada a cada tripulación individualmente. El ganador de la prueba fue el austriaco Manfred Stohl, mientras que el formato adicional fue ganado por el equipo español con los pilotos Xavi Pons y Dani Solá.
En 2010 la prueba regresó al calendario del campeonato del mundo, de nuevo dominada por el piloto francés de Citroën, Sébastien Loeb. Ganó ese año con el Citroën C4 WRC y posteriormente lo volvería a hacer en 2011 y 2012 pero con el Citroën DS3 WRC. En 2013 el fabricante alemán Volkswagen hizo su entrada como equipo oficial en el campeonato del mundo, y con el Volkswagen Polo R WRC pilotado por Sébastien Ogier se adjudicó la victoria, la segunda de la temporada y la primera en la prueba mexicana.

## Palmarés
| Año     | Edición                          | Piloto             | Copiloto              | Automóvil                   | Series |
| ------- | -------------------------------- | ------------------ | --------------------- | --------------------------- | ------ |
| 1993    |                                  | Giuseppe Spataro   | Jean Noel Valdelièvre | Mitsubishi Eclipse          |        |
| 1994    |                                  | Agustín Zamora     | Gabriel Marín         | Mitsubishi Eclipse          |        |
| 1997    |                                  | Roger Hull         | Sean Gallagher        | Mitsubishi Eclipse          |        |
| 1998    |                                  | Carlos Izquierdo   | Angélica Fuentes      | Nissan Tsuru                |        |
| 1999    |                                  | Gabriel Marín      | Javier Marín          | Mitsubishi Lancer Evolution |        |
| 2000    |                                  | Douglas Gore       | Mark Nelson           | Mitsubishi Lancer Evolution |        |
| 2001    | 15º Corona Rally América         | Ramón Ferreyros    | Raúl Velit            | Toyota Celica               |        |
| 2002    | 16º Corona Rally México          | Harri Rovanperä    | Risto Pietilainen     | Peugeot 206 WRC             |        |
| 2003    | 17º Corona Rally México          | Marcos Ligato      | Rubén García          | Mitsubishi Lancer Evolution |        |
| 2004    | 18º Corona Rally México          | Markko Märtin      | Michael Park          | Ford Focus WRC              | WRC    |
| 2005    | 19º Corona Rally México          | Petter Solberg     | Phil Mills            | Subaru Impreza WRC          | WRC    |
| 2006    | 20º Corona Rally México          | Sébastien Loeb     | Daniel Elena          | Citroën Xsara WRC           | WRC    |
| 2007    | 21.ª Corona Rally México         | Sébastien Loeb     | Daniel Elena          | Citroën C4 WRC              | WRC    |
| 2008    | 22º Corona Rally México          | Sébastien Loeb     | Daniel Elena          | Citroën C4 WRC              | WRC    |
| 2009    | Rally de las Naciones            | Manfred Stohl      | Ilka Minor            | Mitsubishi Lancer Evo       |        |
| 2010    | 7º Rally Guanajuato Bicentenario | Sébastien Loeb     | Daniel Elena          | Citroën C4 WRC              | WRC    |
| 2011    | 8º Rally Guanajuato México       | Sébastien Loeb     | Daniel Elena          | Citroën DS3 WRC             | WRC    |
| 2012    | 9º Rally Guanajuato México       | Sébastien Loeb     | Daniel Elena          | Citroën DS3 WRC             | WRC    |
| 2013    | 10º Rally Guanajuato México      | Sébastien Ogier    | Julien Ingrassia      | Volkswagen Polo R WRC       | WRC    |
| 2014    | 11º Rally Guanajuato México      | Sébastien Ogier    | Julien Ingrassia      | Volkswagen Polo R WRC       | WRC    |
| 2015    | 12º Rally Guanajuato México      | Sébastien Ogier    | Julien Ingrassia      | Volkswagen Polo R WRC       | WRC    |
| 2016    | 13º Rally Guanajuato México      | Jari-Matti Latvala | Miikka Anttila        | Volkswagen Polo R WRC       | WRC    |
| 2017    | 14º Rally Guanajuato México      | Kris Meeke         | Paul Nagle            | Citroën C3 WRC              | WRC    |
| 2018    | 15º Rally Guanajuato México      | Sébastien Ogier    | Julien Ingrassia      | Ford Fiesta WRC             | WRC    |
| 2019    | 16º Rally Guanajuato México      | Sébastien Ogier    | Julien Ingrassia      | Citroën C3 WRC              | WRC    |
| 2020    | 17º Rally Guanajuato México      | Sébastien Ogier    | Julien Ingrassia      | Toyota Yaris WRC            | WRC    |
| 2021    | FIA NACAM Rally Guanajuato 2021  | Ricardo Cordero Jr | Marco Hernández       | Citroën C3 Rally2           |        |
| 2022    | Rally of Nations Guanajuato      | Mads Østberg       | Johan Johansson       | Citroën C3 Rally2           |        |
| 2023    | 19º Rally Guanajuato México      | Sébastien Ogier    | Vincent Landais       | Toyota GR Yaris Rally1      | WRC    |
| Fuentes |                                  |                    |                       |                             |        |

### Máximos ganadores
| # | Piloto          | Victorias | Años                                     |
| - | --------------- | --------- | ---------------------------------------- |
| 1 | Sébastien Ogier | 7         | 2013, 2014, 2015, 2018, 2019, 2020, 2023 |
| 2 | Sebastien Loeb  | 6         | 2006, 2007, 2008, 2010, 2011, 2012       |